# Bech
Bech is een gemeente in het Luxemburgse Kanton Echternach.
De gemeente heeft een totale oppervlakte van 23,31 km² en telde 1.231 inwoners op 1 januari 2016.
Het dorp lag aan de smalspoorweg tussen Luxemburg (stad) en Echternach, waarvan de tunnel uit 1901 thans in gebruik is als fietstunnel.

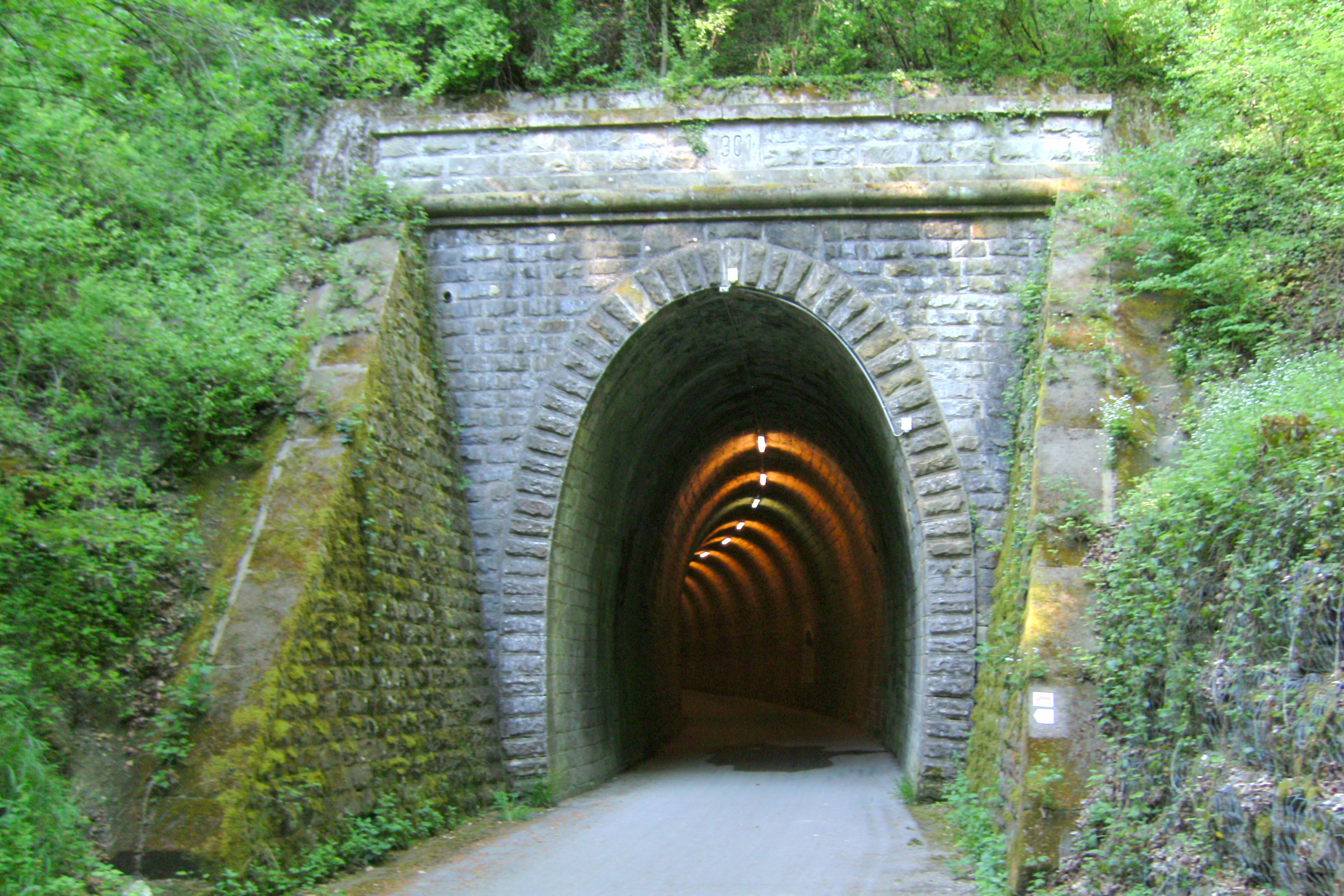
Smalspoortunnel bij Bech.

## Ontwikkeling van het inwoneraantal
| Jaar                              | 2001 | 2002 | 2003 | 2004 | 2005 | 2007 | 2014  |
| --------------------------------- | ---- | ---- | ---- | ---- | ---- | ---- | ----- |
| Inwoneraantal                     | 946  | 943  | 917  | 935  | 951  | 955  | 1.187 |
| Opmerking: tellingen op 1 januari |      |      |      |      |      |      |       |

## Weblinks
- Website van de gemeente

Beaufort · Bech · Berdorf · Consdorf · Echternach · Rosport-Mompach · Waldbillig